# Luis Mansilla (ciclista)
Luis Mansilla Almonacid (Puerto Natales, Región de Magallanes y de la Antártica Chilena, 26 de julio de 1986) es un ciclista chileno.
Es un destacado esprínter en el ciclismo de carretera, también ha sobresalido en pista donde en 2004, fue subcampeón del mundo en scratch en la categoría júnior.
También obtuvo medallas de oro y bronce en los Campeonatos Panamericanos de Ciclismo en Pista en 2007 y 2010 en las pruebas de scratch y omnium respectivamente, así como también logró 3 medallas de plata integrando la cuarteta chilena en persecución por equipos en 2008, 2009 y 2010.
En marzo de 2012 fue notificado de que en la última Vuelta Ciclista de Chile, había arrojado dopaje positivo por eritropoyetina (EPO) durante la 5.ª etapa. El corredor pidió la apertura de la contramuestra que finalmente arrojó resultados negativos, liberando al ciclista para seguir compitiendo.

## Palmarés
- 2006
  - 2 etapas de la Vuelta Ciclista de Chile

- 2007
  - 1º en los Campeonatos Panamericanos de Ciclismo en Pista, Scratch

- 2008
  - 1 etapa de la Vuelta a Mendoza

- 2009
  - 1 etapa de la Volta do Rio de Janeiro

- 2010
  - 3.º en los Campeonatos Panamericanos de Ciclismo en Pista, Omnium

- 2011
  - 2 etapas de la Vuelta Ciclista de Chile, más clasificación de la regularidad

- 2012
  - 2 etapas de la Vuelta Ciclista de Chile, más clasificación de la regularidad

- 2013
  - 3º en Juegos Bolivarianos, Pista, Scratch 
  - 3º en Juegos Bolivarianos, Pista, Persecución por equipos

## Equipos
- TBanc Skechers (2011)
- Clos de Pirque Trek (2012)
- USM-Skechers (2013)
- PinoRoad (2014)